# Jonathan Aspas
Jonathan Aspas Juncal, conocido como Jonathan Aspas (Moaña, Pontevedra, Galicia, 28 de febrero de 1982) es un exfutbolista español. Jugaba de lateral en el Pro Piacenza 1919 italiano. Durante su carrera, se desempeñaba como lateral, tanto derecho como izquierdo y también lo podía hacer en el extremo del ataque por ambos lados.
Es hermano de los también futbolistas Urbe e Iago Aspas, primo de Aitor Aspas y de Adrián Cruz Juncal y sobrino de Cristóbal Juncal Fervenza, también futbolistas.

## Trayectoria
Jonathan Aspas, se formó en la cantera del equipo de su localidad natal, el Club Deportivo Moaña, hasta que en edad cadete saltó al fútbol base del Celta de Vigo. Cuando todavía jugaba en el filial, en 1999, con 16 años, debutó con el primer equipo en los dieciseisavos de final de la Copa de la UEFA, ante el SL Benfica, en Lisboa.
Su debut en Primera División tuvo que esperar hasta el 23 de noviembre de 2003 ante el Athletic Club. En total contabilizó tres partidos con el primer equipo esa temporada, que concluyó con el descenso del Celta.
La siguiente campaña, en Segunda División, se convirtió en titular en el equipo que logró recuperar la categoría perdida un año antes. Las dos siguientes temporadas disputó 36 partidos en Primera, aunque dejó de contar en las alineaciones tras el relevo técnico de Fernando Vázquez por Hristo Stoichkov en la recta final de la temporada 2006/07. Este hecho, unido a un nuevo descenso celtiña, llevó al club a no renovarle su contrato.
Con la carta de libertad en la mano. Finalmente, en octubre de 2007 recaló en el Piacenza Calcio, de la Serie B italiana.
Tras dos temporadas, el verano de 2009 fichó por el RE Mouscron de la Primera División belga. Acuciado por las deudas, el Mouscron se vio obligado a retirarse de la competición en diciembre de 2009, con lo que todos sus jugadores se quedaron en el paro. Lesionado de la rodilla, el jugador se quedó sin equipo, tras haber desestimado ofertas de Piacenza, West Bromwich o Xerez. En enero de 2011 fue firmado por AE Paphos de la División 1 de Chipre. En verano de 2014, vuelve a España, firmando por el Racing de Ferrol.

## Selección nacional
Ha sido internacional con España en categoría sub-20 y sub-17. Con esta última se proclamó campeón de Europa de la categoría en 1999.
También disputó 3 partidos internacionales de carácter amistoso con la selección de fútbol de Galicia, contra las selecciones de Uruguay, Camerún e Irán.

## Clubes
| Club                   | País                | Año                 | Partidos | Goles |
| ---------------------- | ------------------- | ------------------- | -------- | ----- |
| Celta de Vigo          | España              | 1999-2000           | 2        | 0     |
| Celta de Vigo          | España              | 2000-2001           | 1        | 0     |
| Pontevedra CF (Cesión) | España              | 2000-2001           | 13       | 1     |
| Real Club Celta B      | España              | 2001-2002           | 37       | 3     |
| Real Club Celta B      | España              | 2002-2003           | 24       | 2     |
| Real Club Celta B      | España              | 2002-2003           | 38       | 9     |
| Celta de Vigo          | España              | 2003-2004           | 4        | 0     |
| Celta de Vigo          | España              | 2004-2005           | 26       | 2     |
| Celta de Vigo          | España              | 2005-2006           | 18       | 1     |
| Celta de Vigo          | España              | 2006-2007           | 30       | 1     |
| Piacenza Calcio        | Italia              | 2007-2008           | 19       | 2     |
| Piacenza Calcio        | Italia              | 2008-2009           | 31       | 2     |
| Excelsior Mouscron     | Bélgica             | 2009                | 15       | 2     |
| AE Paphos              | Chipre              | 2010-2011           | 11       | 0     |
| Alki Larnaca           | Chipre              | 2011-2012           | 24       | 0     |
| Alki Larnaca           | Chipre              | 2012-2013           | 24       | 3     |
| Racing de Ferrol       | España              | 2014-2015           | 32       | 0     |
| Pro Piacenza 1919      | Italia              | 2015-2016           | 30       | 0     |
| Pro Piacenza 1919      | Italia              | 2016-2017           | 34       | 0     |
| Pro Piacenza 1919      | Italia              | 2017-2018           | 33       | 3     |
| Nibbiano               | Italia              | 2018-2019           |          |       |
| Total en su carrera    | Total en su carrera | Total en su carrera | 446      | 31    |

*Incluye partidos de 1.ª, 2.ª, 2.ª B, Copa del Rey, Copa UEFA, Copa Intertoto, Promoción de ascenso a 2.ª, Serie B Italia, Serie C Italia, Copa Italia, Liga Bélgica y Liga Chipre).

## Palmarés

### Campeonatos nacionales
| Título          | Club                    | País   | Año  |
| --------------- | ----------------------- | ------ | ---- |
| Copa Federación | R. C. Celta de Vigo "B" | España | 2002 |

### Copas internacionales
| Título                    | Club                      | País   | Año  |
| ------------------------- | ------------------------- | ------ | ---- |
| Copa Intertoto            | Celta de Vigo             | España | 2000 |
| Campeonato Europeo Sub-16 | Selección Española Sub-16 | España | 1999 |